# Shigemi Kawamura
Shigemi Kawamura (jap. 河村 茂美, Kawamura Shigemi; * um 1960) ist eine ehemalige japanische Badmintonspielerin. 

## Karriere
Shigemi Kawamura nahm 1983 an den Badminton-Weltmeisterschaften teil. Dort wurde sie sowohl im Einzel als auch im Mixed 17. Im gleichen Jahr siegte sie auch bei den German Open im Damendoppel und wurde Zweite bei den Swedish Open.

## Sportliche Erfolge
| Saison | Veranstaltung     | Disziplin   | Platz | Name                             |
| ------ | ----------------- | ----------- | ----- | -------------------------------- |
| 1983   | Weltmeisterschaft | Mixed       | 17    | Koji Gondo / Shigemi Kawamura    |
| 1983   | Weltmeisterschaft | Dameneinzel | 17    | Shigemi Kawamura                 |
| 1983   | German Open       | Damendoppel | 1     | Sumiko Kitada / Shigemi Kawamura |
| 1983   | Swedish Open      | Damendoppel | 2     | Sumiko Kitada / Shigemi Kawamura |

## Referenzen
- http://newspapers.nl.sg/Digitised/Page/straitstimes19830315.1.39.aspx
- http://newspapers.nl.sg/Digitised/Page/straitstimes19830506.1.44.aspx

| Personendaten    | Personendaten                 |
| ---------------- | ----------------------------- |
| NAME             | Kawamura, Shigemi             |
| ALTERNATIVNAMEN  | 河村 茂巳                     |
| KURZBESCHREIBUNG | japanische Badmintonspielerin |
| GEBURTSDATUM     | um 1961                       |